# Gerd Springorum

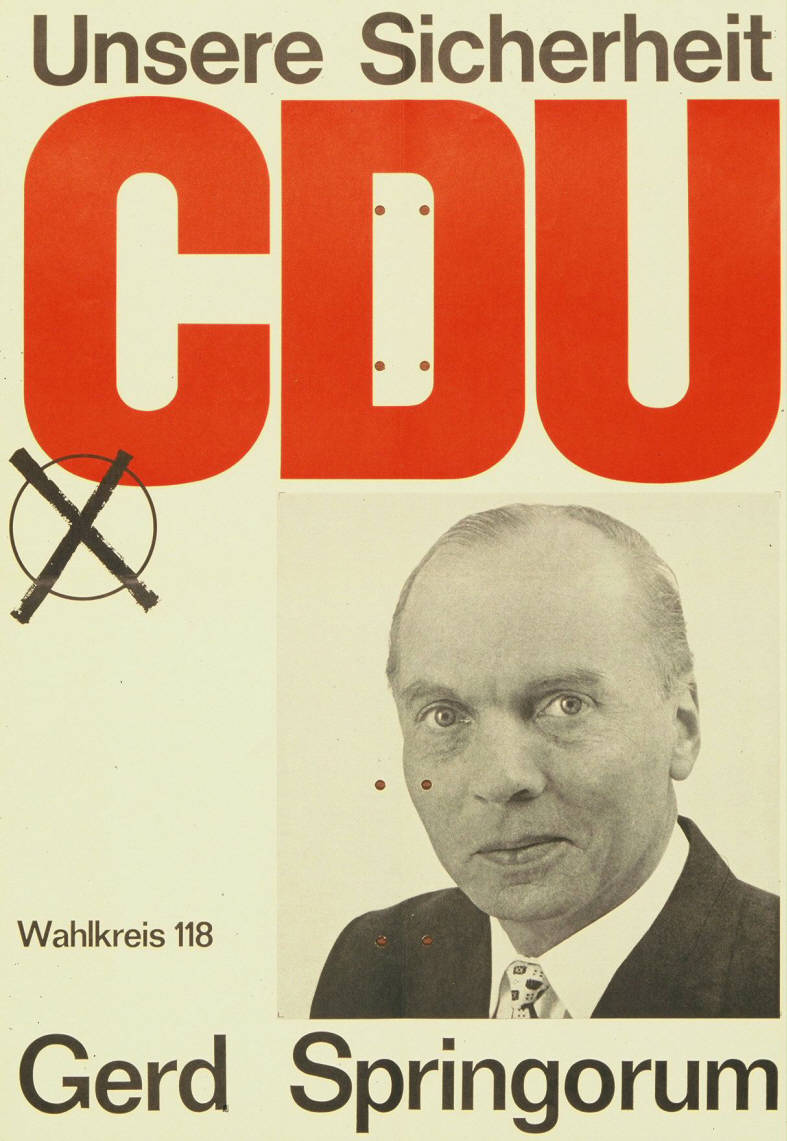
Kandidatenplakat zur Bundestagswahl 1965

Gerd Springorum (* 5. November 1911 in Halberstadt; † 11. November 1995 in Bochum) war ein deutscher Manager und Politiker (CDU).

## Leben und Beruf
Nach dem Abitur 1930 am Humanistischen Gymnasium in Halberstadt nahm Springorum ein Studium der Ingenieurwissenschaften an der Philipps-Universität Marburg und an der Technischen Hochschule Berlin auf, das er 1935 mit der Prüfung zum Diplom-Ingenieur (Fachrichtung Bergbau) beendete. In Marburg wurde er 1931 Mitglied des Corps Teutonia Marburg. Er war von 1936 bis 1938 als Bergreferendar beim Oberbergamt Clausthal tätig und wurde anschließend zum Bergassessor ernannt. Von 1939 bis 1942 sowie von 1944 bis 1945, unterbrochen durch eine Tätigkeit als Steiger, nahm er als Soldat am Zweiten Weltkrieg teil, zuletzt als Oberleutnant und Batteriechef.
Nach dem Kriegsende arbeitete Springorum erneut als Steiger. Über die Funktionen des Betriebsinspektors und des Betriebsdirektors stieg er zum Bergwerksdirektor der Zeche Bruchstraße der Gelsenkirchener Bergwerks-AG auf und hatte diese Position bis 1960 inne. Von 1961 bis 1969 war er Vorstandsmitglied der Carolinenglück-Graf Moltke Bergbau AG. Seit 1970 fungierte er als Bergwerksdirektor der Ruhrkohle AG.

## Partei
Springorum beantragte am 17. Oktober 1937 die Aufnahme in die NSDAP und wurde rückwirkend zum 1. Mai desselben Jahres aufgenommen (Mitgliedsnummer 4.985.539). Er schloss sich 1959 der CDU an und war Vorsitzender des CDU-Ortsverbandes Bochum-Langendreer.

## Abgeordneter
Springorum gehörte von 1965 bis 1976 dem Deutschen Bundestag an. Er war stets über die Landesliste Nordrhein-Westfalen ins Parlament eingezogen. Von 1966 bis 1977 wurde er vom Bundestag als Abgeordneter ins Europäische Parlament delegiert. Hier war er seit 1971 Vorsitzender des Ausschusses für Energie, Forschung und Atomfragen.